# Can-vuong
Can-vuong (svensk betydelse lojalitet mot kungen) var en vietnamesisk upprorsrörelse i slutet av 1800-talet.  Ledare utåt var den avsatte monarken Hàm Nghi. Franska soldater angrepps och i mellersta Vietnam dödades 40000 kristna som sågs som medlöpare till fransmännen. Rörelsen dog ut när flera ledande personer hoppade av och slutligen när Hàm Nghi blev förrådd och utlämnad till fransmännen.